# Hold Me While I'm Naked
Hold Me While I'm Naked est un court-métrage américain réalisé par George Kuchar en 1966. 

## Fiche technique
- Durée : 17 min.

## Distribution
- Donna Kerness : elle-même
- George Kuchar : lui-même
- Stella Kuchar : elle-même
- Andrea Lunin : elle-même
- Hope Morris : lui-même
- Steve Packard : lui-même
- Gina Zuckerman : elle-même